# Rage in Eden
Albums de Ultravox
Vienna
(1980) Quartet
(1982)
Singles
1. The Thin Wall
Sortie : 14 août 1981
2. The Voice
Sortie : 29 octobre 1981

Rage in Eden est le cinquième album du groupe Ultravox. Il est sorti en 1981 sur le label Chrysalis Records.
Enregistré dans le studio du producteur Conny Plank à Cologne, il rencontre un succès comparable à celui de son prédécesseur Vienna, en se classant no 4 des ventes au Royaume-Uni.
La pochette originale est une œuvre de Peter Saville. Pour des raisons contractuelles, les rééditions de l'album présentent une pochette différente (Peter Saville avait en effet largement reproduit l'œuvre du graphiste Hervé Morvan, une affiche pour Cinémonde réalisée dans les années 1930 ; la famille de l'artiste a menacé de suites contentieuses).

## Fiche technique

### Chansons
Toutes les chansons sont créditées aux quatre membres du groupe (Warren Cann, Chris Cross, Billy Currie et Midge Ure).

#### Album original
| 1. | The Voice                           | 6:01 |
| 2. | We Stand Alone                      | 5:39 |
| 3. | Rage in Eden                        | 4:12 |
| 4. | I Remember (Death in the Afternoon) | 4:57 |

| 5. | The Thin Wall                         | 5:39 |
| 6. | Stranger Within                       | 7:26 |
| 7. | Accent on Youth                       | 5:57 |
| 8. | The Ascent                            | 1:10 |
| 9. | Your Name (Has Slipped My Mind Again) | 4:29 |

#### Rééditions
La réédition remasterisée de Rage in Eden parue en 1997 inclut trois morceaux supplémentaires.
| 10. | I Never Wanted to Begin (face B du single The Thin Wall) | 3:31 |
| 11. | Paths and Angles (face B du single The Voice)            | 4:19 |
| 12. | I Never Wanted to Begin (Extended Version)               | 6:17 |

### Musiciens
- Midge Ure : chant, guitare, synthétiseurs sauf sur Paths and Angles
- Billy Currie : synthétiseur, piano, violon, alto
- Chris Cross : basse, synthétiseur, chœurs, guitare sur Paths and Angles
- Warren Cann : batterie, percussions, chœurs, chant sur Paths and Angles